# Chaetodon bennetti
Chaetodon bennetti es una especie de pez marino del género Chaetodon, familia Chaetodontidae. 
Su nombre común es pez mariposa de Bennett. Es una especie no común, que ocurre en baja abundancia en todo su rango de distribución, no obstante, al ser éste muy amplio, se estima que la población global es potencialmente importante.

## Morfología
Posee la morfología típica de su familia, cuerpo ovalado y comprimido lateralmente. Al igual que las otras especies con las que comparte el género, destaca en coloración. Tanto el cuerpo como todas sus aletas son amarillos. Su cabeza es lisa, con una ancha franja negra vertical que atraviesa el ojo, ribeteada por una línea azul celeste a cada lado. Otro par de finas líneas azules parten de la unión de la cabeza con el cuerpo, a la altura del ojo, hacia el vientre y hacia la aleta anal. Lo más distintivo es una gran mancha negra, en forma oval, ribeteada en azul celeste, y situada, más o menos centrada, en la mitad superior del cuerpo. Los juveniles tan sólo difieren en la coloración en que el ribete de la mancha es blanco.
Tiene 13 o 14 espinas dorsales, entre 15 y 17 radios blandos dorsales, 3 espinas anales, y entre 14 y 16 radios blandos anales.
Alcanza hasta 22 cm de longitud.

## Alimentación
Es un coralívoro obligado, y se alimenta de los pólipos de corales.

## Reproducción
Son dioicos, o de sexos separados, ovíparos, y de fertilización externa. El desove sucede antes del anochecer. Forman parejas durante el ciclo reproductivo, pero no protegen sus huevos y crías después del desove.
En 2007 se ha reportado apareamiento de C. bennetti con la especie emparentada Chaetodon zanzibarensis en Sodwana, Sudáfrica.

## Hábitat
Especie no migratoria, asociada a arrecifes. Ocurre, tanto en lagunas, como en arrecifes exteriores, con rico crecimiento coralino. Los juveniles se encuentran entre corales Acropora, y los adultos suelen verse en parejas. 
Su rango de profundidad está entre 1 y 30 metros, aunque se han reportado localizaciones entre 2 y 53 m. Y el rango de temperatura se sitúa entre 25.70 y 29.03 °C.

## Distribución geográfica
Ampliamente distribuido, aunque poco común, en los océanos Índico y Pacífico. Desde el este de África hasta Pitcairn.
Es especie nativa de Australia; Chagos; China; Cocos; Comoros; islas Cook; Filipinas; Fiyi; Guam; India; Indonesia; Japón; Kenia; Kiribati; Madagascar; Malasia; Maldivas; islas Marshall; islas Marianas del Norte; Mayotte; Micronesia; Mozambique; Nauru; Niue; Nueva Caledonia; Palaos; Papúa Nueva Guinea; Pitcairn; Polinesia Francesa; islas Salomón; Samoa; Samoa Americana; Seychelles; Somalia; Sri Lanka; Sudáfrica; Taiwán; Tanzania; Tokelau; Tonga; Tuvalu; Vanuatu y Wallis y Futuna.

## Galería

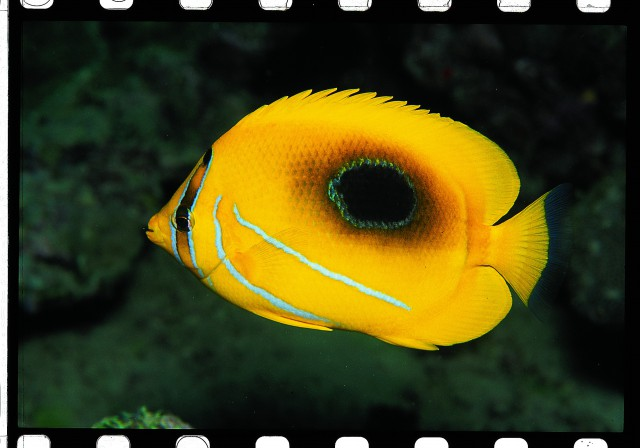
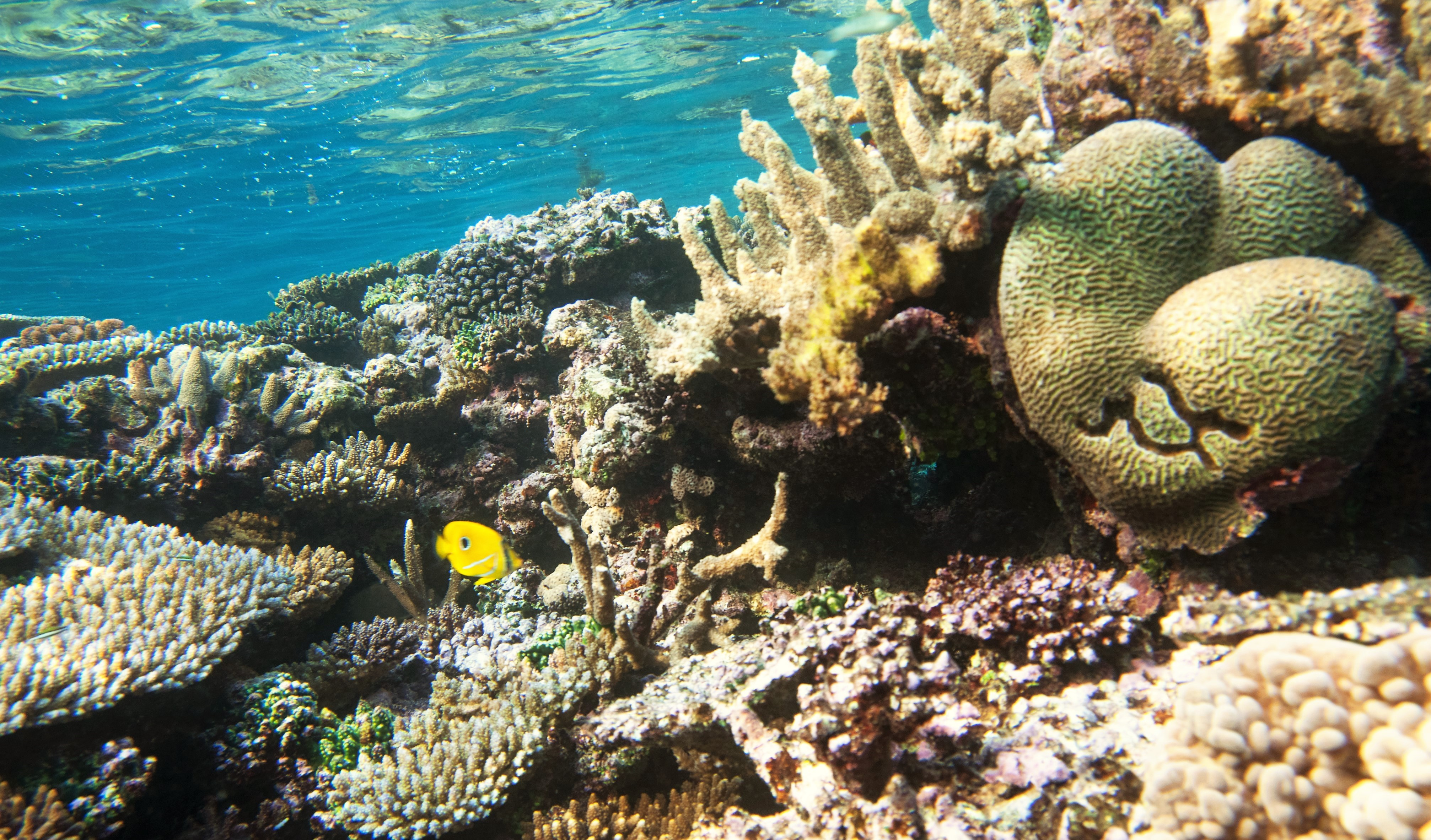
En un arrecife superficial de Levuka,  Fiyi
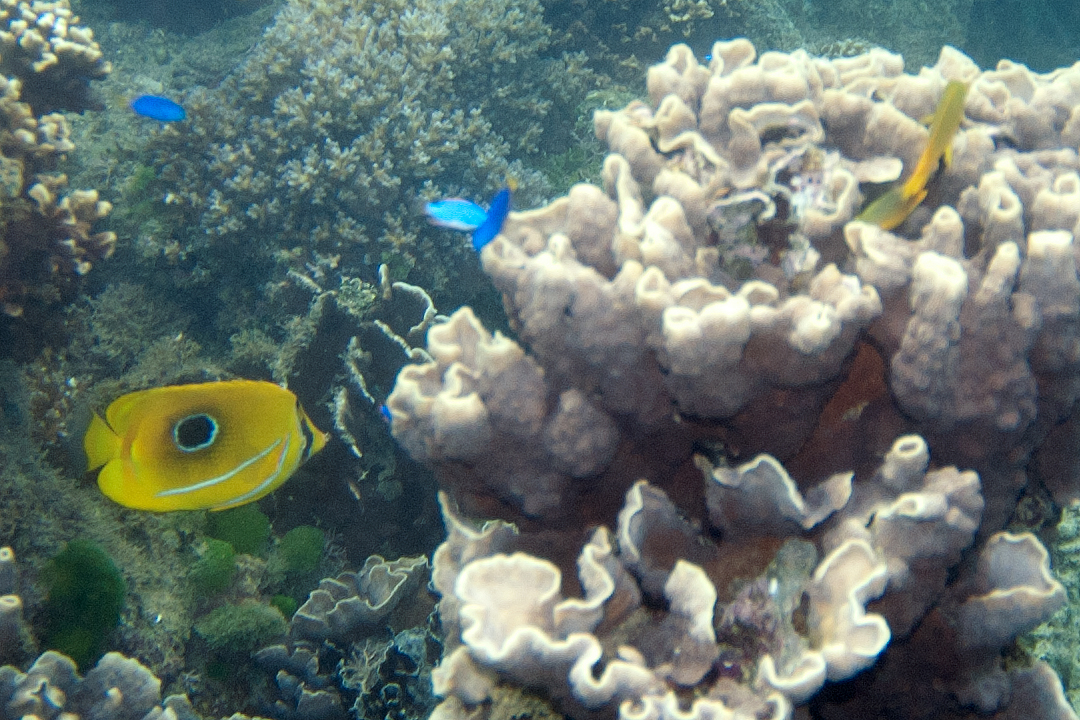
En isla Wakaya, Fiyi
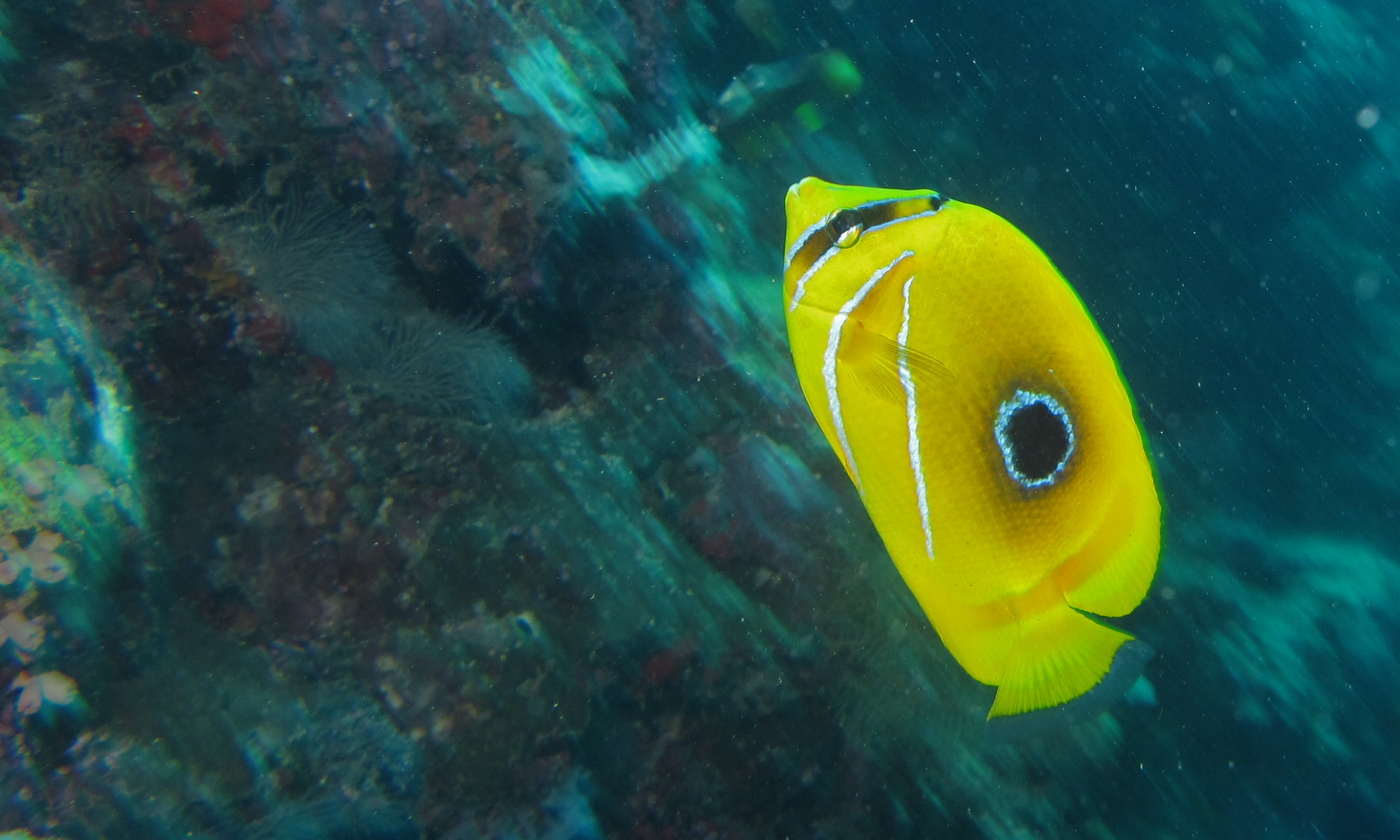
En Pulau Sipadan, Sabah, Malasia
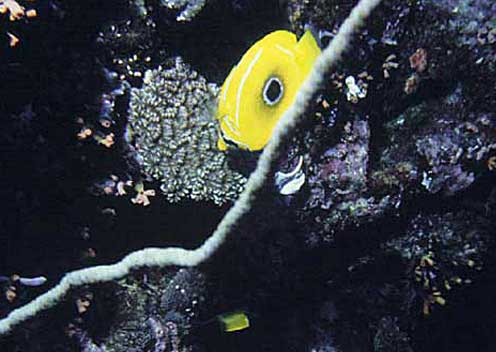
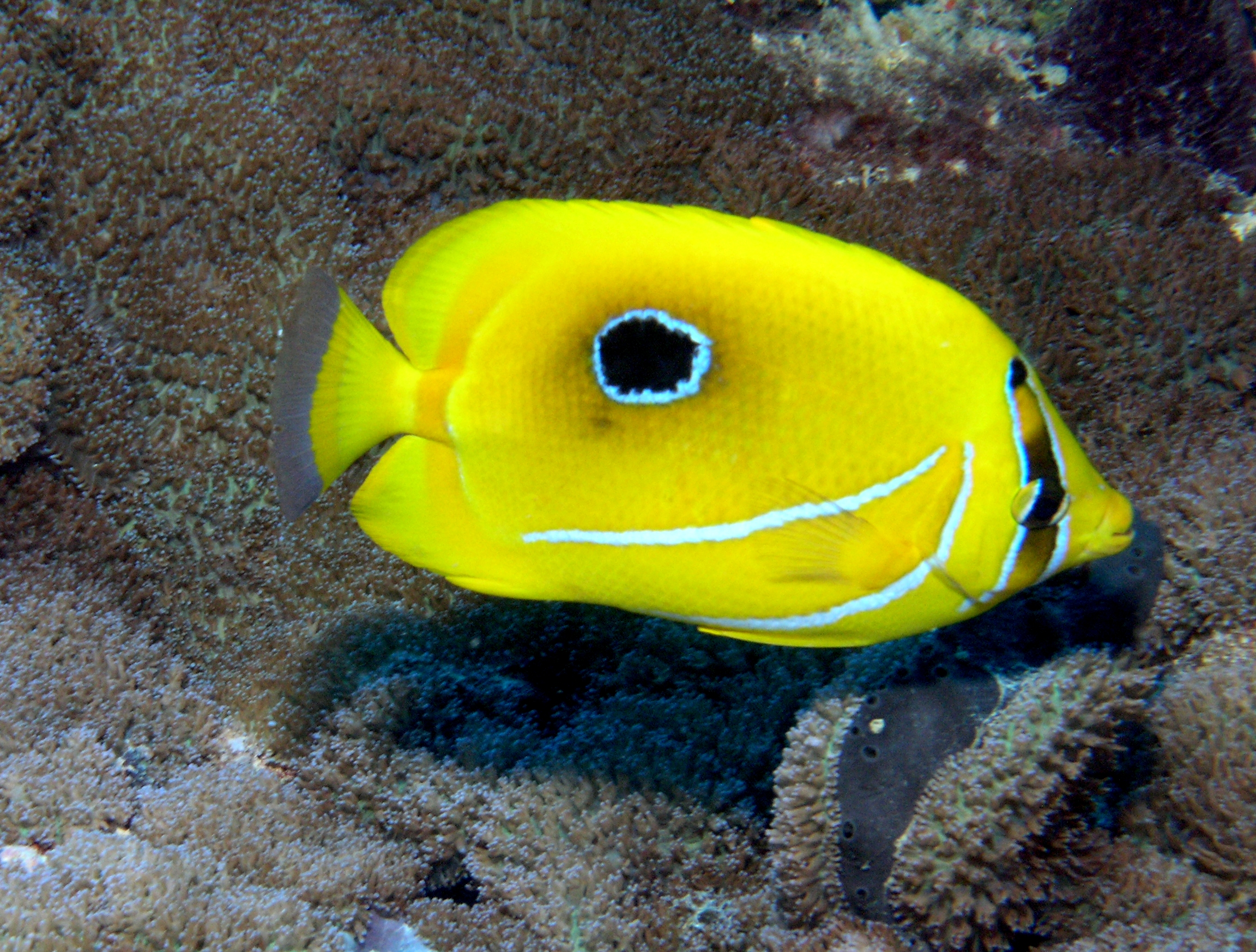
En Fiyi
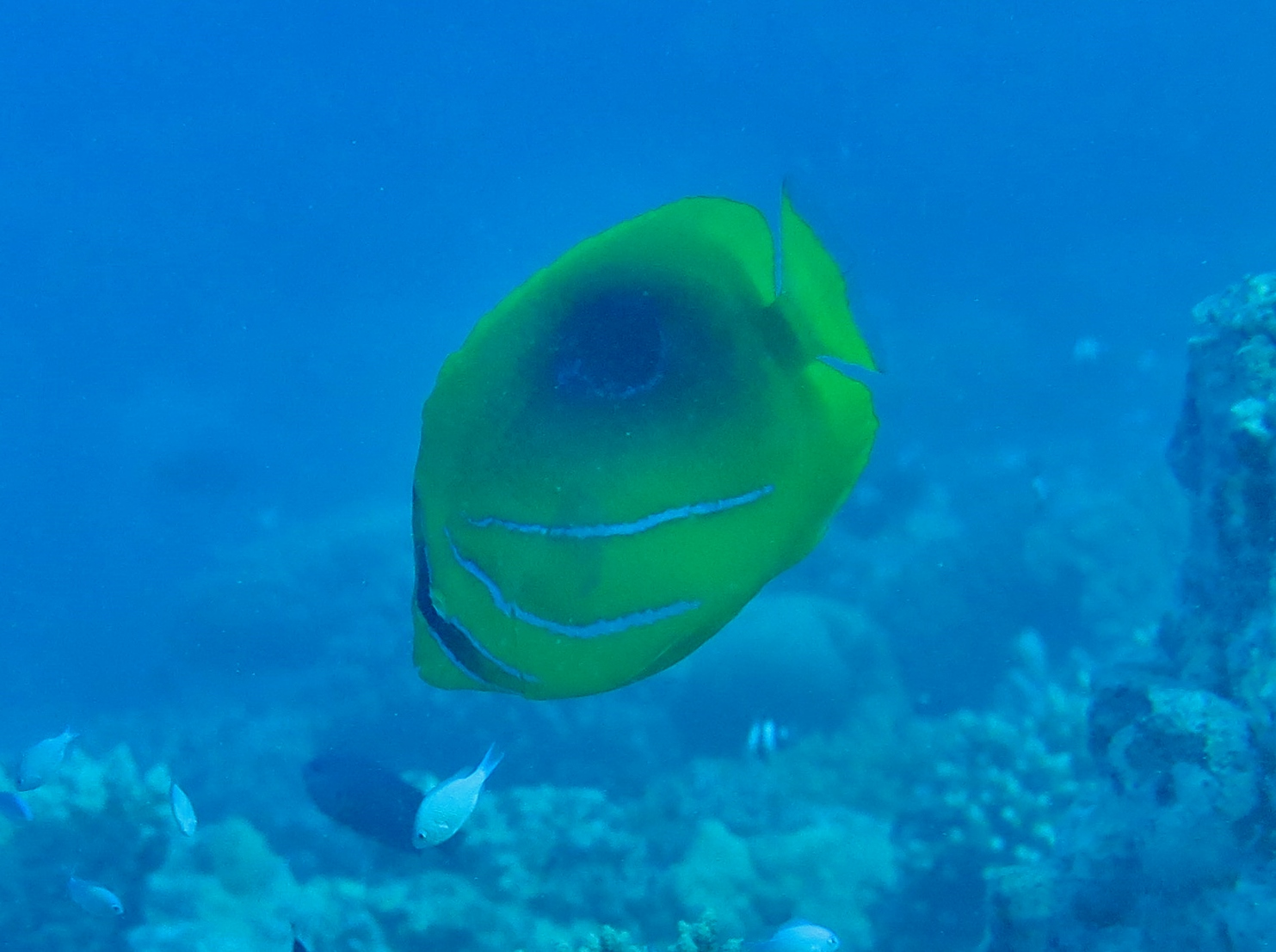
En el atolón Baa, Maldivas
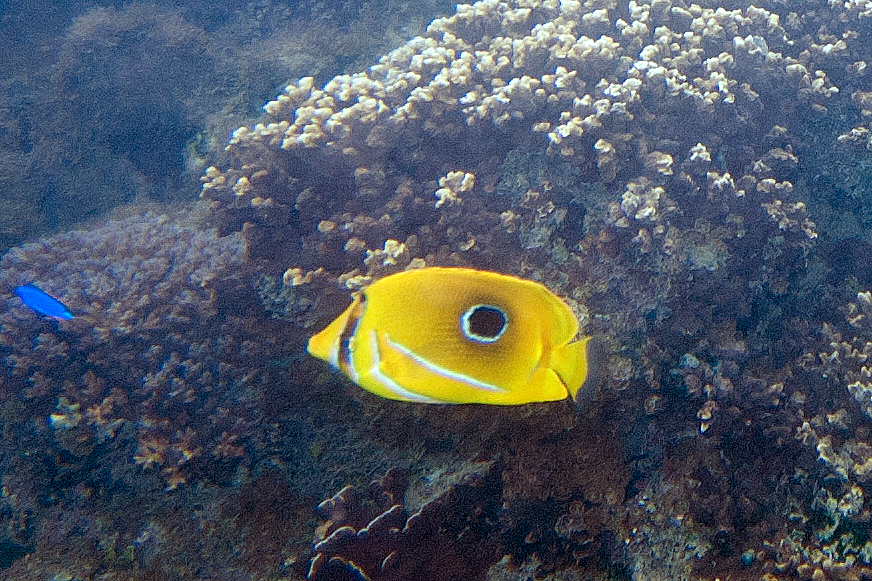
En isla Wakaya